# Ратушная, Лариса Степановна
Лариса Степановна Ратушная (Ляля Ратушная) (9 января 1921, Тывров, Подольская губерния — 18 марта 1944, Винница) — советская подпольщица, Герой Советского Союза (1965, посмертно).

## Биография
Родилась 9 января 1921 года в семье служащего. Украинка. Член ВЛКСМ с 1937 года. В 1938 году окончила среднюю школу, некоторое время работала пионервожатой. В 1939 году поступила в МГУ на механико-математический факультет, но в связи с началом Великой Отечественной войны прервала учёбу. Окончив курсы медсестёр, записалась в народное ополчение и в сентябре 1941 года ушла на фронт.
В должности санинструктора 8-й Краснопресненской дивизии народного ополчения принимала участие в битве за Москву. В октябре 1941 года попала в плен под Наро-Фоминском, но смогла бежать и добраться до Винницы. С января 1942 года член винницкой подпольной организации, которой руководил Иван Бевз. Лариса Ратушная отличалась умением подделывать немецкие печати и документы, что спасло многих людей от смерти и угона в Германию и позволяло подпольщикам эффективно вести свою деятельность.
17 июля 1942 года была арестована и после допросов в гестапо отправлена в Гниваньский концентрационный лагерь. В апреле 1943 года ей вновь удалось совершить побег. Вернувшись в Винницу, она продолжила работу разгромленного летом 1942 года подполья. Распространяла печатную продукцию подпольной типографии «Украина», выполняла задания командования партизанского соединения имени В. И. Ленина.
18 марта 1944 года, накануне освобождения города советскими войсками, была убита одним из подпольщиков, оказавшимся предателем. Похоронена в Виннице, в парке Славы имени Н. Козицкого.

## Память

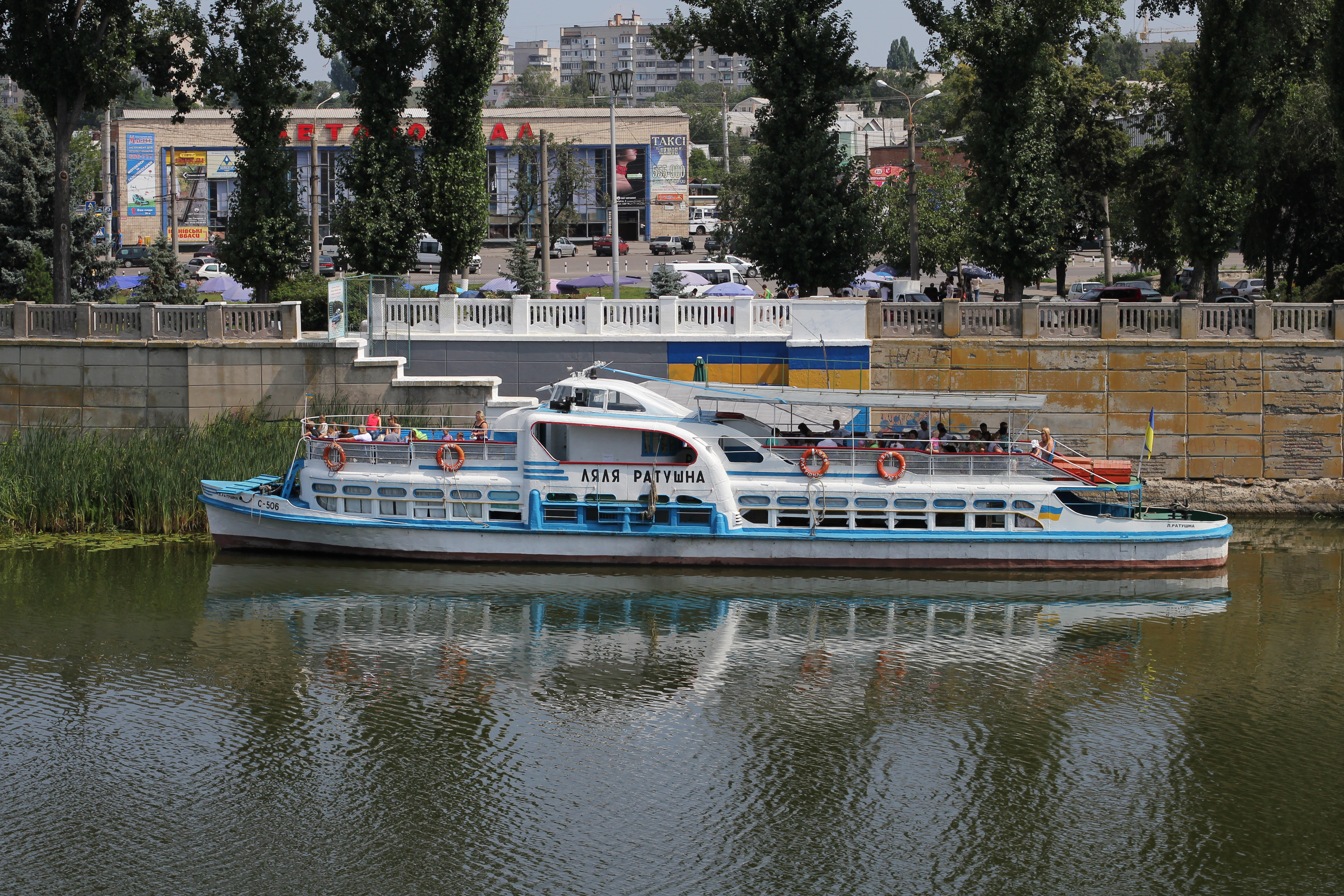
Теплоход «Ляля Ратушна» в Виннице

8 мая 1965 года Указом Президиума Верховного Совета СССР связной Винницкой городской подпольной организации Ларисе Степановне Ратушной посмертно было присвоено звание Героя Советского Союза.
В честь Ратушной названа одна из улиц в Виннице и средняя школа №6. О работе винницкого подполья написана книга «На берегах Южного Буга», основанная на реальных событиях. Имя Ратушной носит теплоход типа «Москвич», курсирующий по Южному Бугу в пределах Винницы. У Винницкого дворца детей и юношества (в прошлом дворец пионеров) установлен памятник-стела Ляле Ратушной.